# 滑液關節
滑液關節（英語：Synovial joint）又稱滑膜关节，另稱動關節（英語：Diarthrosis），內部空間充有液體的關節，以纖維構成的關節囊連結相鄰的骨骼。關節囊延續接連骨骼的骨膜，構成滑液腔的外邊界並圍繞骨骼的關節表面。滑液腔充填有滑液。關節囊由外層（纖維膜）和內層（滑液膜）構成，外層維持骨與骨之間的連結結構，內層可製造與密封滑液。
滑液關節是哺乳動物最常見且活動性最佳的關節類型。與多數其他類型的關節一樣，滑液關節的活動位置在骨骼間的接觸點。

## 結構
滑液關節包含以下構造：
- 滑液腔：所有滑液關節在骨骼之間都有一個充填滑液的特有空間。
- 關節囊：延續自骨膜的纖維囊，包圍關節並連結組合該關節的骨骼。關節囊由兩層組成：（1）外層纖維膜，可包含韌帶；（2）內層滑液膜，分泌能潤滑、減震、滋養關節的滑液。關節囊富含神經，但沒有血管和淋巴管，是通過擴散（緩慢的過程）或對流（較高效率的過程，運動時產生）從周圍的血液供應中獲取營養。
- 關節軟骨（英语：Articular cartilage）：滑液關節內的骨骼被透明軟骨覆蓋，該層軟骨在骨骼末端的骨骺上襯有光滑的表面，使骨頭不會黏合在一起；關節軟骨的功能是吸收震動並減少動作過程中的摩擦。

許多（但不是全部）滑液關節也有以下額外的構造：
- 關節盤或半月板：相對的關節面之間的纖維軟骨墊。
- 關節脂肪墊：保護關節軟骨的脂肪墊，比如膝關節的髕骨下脂肪墊（英语：Infrapatellar fat pad）。
- 肌腱：索狀的規則緻密結締組織，由平行的膠原蛋白束組成。
- 副韌帶（囊外和囊內）：某些纖維膜的纖維排成規則緻密結締組織的平行束，適合抵抗拉力，防止極端動作造成關節損壞。
- 滑液囊：囊狀結構，充填與滑液類似的液體，可緩和某些關節（肩和膝）的摩擦。

### 血液供應
滑液關節的血液供應來自關節周圍吻合的動脈。

### 關節種類
滑液關節有七種類型。有些類型相對不易活動，但比較穩定。其他類型有多方向的活動自由度，但必須以受傷風險為代價。按照活動性由低至高，依序是：
| 名稱              | 舉例                                 | 說明 |
| ----------------- | ------------------------------------ | --- |
| 滑動關節          | 腕骨、肩鎖關節                       | 這些關節僅允許滑動，多軸運動如椎骨之間的關節。 |
| 樞紐關節          | 肱尺關節                             | 這些關節就像門的鉸鏈一樣，只允許在一個平面內屈曲和伸展。 |
| 樞軸關節          | 寰樞關節、近端橈尺關節、遠端橈尺關節 | 一個骨頭繞著另一骨頭旋轉，屬於單軸自由度。 |
| 髁狀關節 橢球關節 | 橈腕關節                             | 髁狀關節像是杵臼關節的改版，允許在兩個垂直軸內進行主要運動，第三軸向則是被動或輔助運動。某些分類法會將髁狀關節和橢球關節區分開來。這些關節允許屈曲、伸展、外展、內收等動作（環行運動）。 |
| 鞍狀關節          | 腕掌關節、胸鎖關節                   | 關節相對的兩面呈凹形與凸形，如同鞍形，允許有與橢球關節類似但更大的活動度。 |
| 杵臼關節          | 肩關節、髖關節                       | 允許滑行以外所有方向的動作。 |
| 合成關節 雙髁關節 | 膝關節                               | 髁狀關節（股骨髁與脛骨髁相連）和鞍狀關節（股骨下端與髕骨相連）。 |

## 功能
滑液關節的動作可以有：
- 外展：遠離身體中線的動作。
- 內收：移近身體中線的動作。
- 伸展：在關節處伸直肢體。
- 屈曲：在關節處彎曲肢體。
- 旋轉：圍繞定點的圓周運動。

## 臨床意義
關節間隙等於關節內骨骼之間的距離。關節間隙變窄是骨關節炎和發炎性退化的徵兆。正常的關節間隙在髖關節（上髖臼處）至少2mm，在膝關節至少3mm，在肩關節至少4到5mm，顳頜關節在1.5到4mm之間。因此，關節間隙變窄的程度是骨關節炎的放射學分類要素之一。